# Goeiemorgend, goeiendag
Goeiemorgend, goeiendag is een Nederlandstalige single van de Belgische rapster Slongs Dievanongs en Brahim uit 2012.
Het nummer betekende haar doorbraak en was tevens haar eerste televisieoptreden, waar ze deze herwerkte versie van Goeiemorgen, morgen van Nicole & Hugo bracht in het muziekprogramma In de mix op Eén. Het nummer kwam binnen in de Vlaamse top 10 op 19 januari 2013 en piekte op de vijfde plek en verbleef er 4 weken. In de Ultratip piekte het op de 16de plaats, nadat het was binnengekomen op 27 oktober 2012, en verbleef er 7 weken. In 2015 nam Stan Van Samang – in het kader van het VTM-programma Liefde voor muziek – het nummer onder handen.
Stan Van Samang versie